# التكرار القهري
التكرار القهري هو ظاهرة نفسية يكرر فيها الشخص حدثاً معيناً أو ظروف ذلك الحدث مراراً وتكراراً. يتضمن ذلك إعادة تنشيط الحدث أو وضع نفسه في المواقف التي من المحتمل أن يحدث فيها الحدث مرة أخرى. يمكن لظاهرة «إعادة العيش» تلك أن تكون على شكل الأحلام التي تتكرر فيها ذكريات ومشاعر ما حدث، وحتى تتلاشى.
يمكن أيضاً استخدام التكرار القهري لتغطية تكرار السلوك أو أنماط الحياة على نطاق أوسع:" عنصر رئيسي في فهم فرويد للحياة العقلية، "التكرار القهري". يصف النموذج الذي يكرر فيه الناس بلا نهاية أنماط السلوك التي كانت صعبة أو محزنة في وقتٍ سابق من حياتهم.

## فرويد
تم توضيح استخدام سيغموند فرويد لمصطلح «التكرار القهري» لأول مرة في مقالة 1914 («التذكر، التكرار والعمل من خلال»). حيث لاحظ فرويد هنا كيف «لا يتذكر المريض أي شيء مما نسيه وقمعه، فهو يتصرف ويعيد الأحداث دون علمٍ واعٍ منه أنه يكرره، على سبيل المثال، لا يقول المريض أنه يتذكر أنه كان متحدياً وناقداً تجاه والديه؛ بدلاً من ذلك، يتصرف بهذه الطريقة الدفاعية مع الطبيب.»
استكشف فرويد مفهوم «التكرار القهري» بشكل أوسع في عام 1920 في مقالة صدرت له بعنوان «ما وراء المتعة»، واصفاً أربعة جوانب من السلوك المتكرر، والتي بدت جميعها غريبة بالنسبة له من وجهة نظر بحث العقل عن المتعة/تجنب عدم الارتياح أو الاستمتاع.
الجانب الأول تمثل في الطريقة التي تتميز بها «الأحلام التي تحدث في العصب العصبي المؤلم بميزة إعادة المريض مراراً وتكراراً إلى وضع الحادث، بدلاً من إظهار المريض لصورٍ من ماضيه الصحيَ على سبيل المثال.»
والثاني جاء من لعب الأطفال. أبلغ فرويد عن مراقبة طفل يرمي لعبته المفضلة من سريره، وينزعج من الخسارة، ثم يلفها مرة أخرى، فقط لتكرار ما حصل في المرة الأولى. نظرية فرويد هي أن الطفل كان يحاول السيطرة على الإحساس بالخسارة "في السماح لأمه بالرحيل دون الاحتجاج"، لكنه سأل في حيرة "كيف إذن تكراره لهذه التجربة المحزنة باعتبارها لعبة تتناسب مع "مبدأ المتعة" الذي شرح عنه سابقاً؟

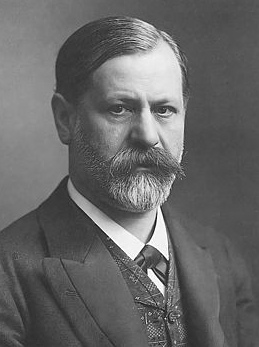
سيمغوند فرويد

أما الثالث فهي الطريقة (التي تمت الإشارة إليها في عام 1914) والتي يضطر المريض فيها أثناء استكشافه لماضٍ مكبوت، إلى تكرار المادة المكبوتة باعتبارها تجربة معاصرة بدلاً من تذكرها على أنها شيء ينتمي إلى الماضي، الإكراه على تكرار أحداث طفولته يتجاهل بوضوح مبدأ اللذة بكل طريقة.
والرابع هو ما يسمى ب “عصاب القدر«، والذي يتجلى في» تاريخ حياة الرجال والنساء، باعتباره سمة شخصية أساسية تبقى دائماً كما هي، وهي مضطرة للعثور على تعبير في تكرار لنفس الحدث أو التجربة.
بدا لفرويد أن كلَ هذه الأنشطة تتناقض مع بحث الكائن الحي عن المتعة، وبالتالي «لتبرير فرضية الإجبار على التكرار-شيء يبدو بدائياً، أكثر أولياً، أكثر غريزياً من مبدأ المتعة الذي يغلب عليه»: «تيار/صفة الشيطان»، «شخصية شيطانية»، «إجبار شيطاني»، من المحتمل أن يشير إلى الشعار اللاتيني الذي يقول: _ (“الخطأ هو إنسان، والاستمرار في ارتكاب مثل هذه الأخطاء هو من الشيطان). باتباع هذا النهج في التفكير، كان فرويد سيؤكد أن «الغريزة هي رغبة متأصلة في الحياة العضوية لاستعادة حالة سابقة من الأشياء»؛ وهكذا للوصول في النهاية إلى مفهومه لحملة الموت.
لكن على طول الطريق، نظر فرويد بالإضافة إلى ذلك في مجموعة متنوعة من التفسيرات النفسية البحتة لظاهرة التكرار القهري الذي لاحظه. يمكن اعتبار التكرار المؤلم نتيجة لمحاولة "إتقان الصدمة الأصلية بأثر رجعي، مسرحية الطفل كمحاولة لتحويل السلبية إلى نشاط: "في البداية كان في موقف سلبي، ولكن بتكرار ذلك الحدث، على الرغم من أن التكرار لم يكن ممتعاً، إلا أنه قد لعب دوراً نشطاً".
في الوقت نفسه، يمكن اعتبار تكرار التجارب غير السارة في التحليل "غير سار بالنسبة لنظام واحد [الأنا] والرضا في الوقت نفسه عن الآخر [المعرف].في الطبعة الثانية من عام 1921، وسع فرويد هذه النقطة وعممَها، موضحًا صراحةً أن تكرار عمليات النقل "هي بالطبع أنشطة الغرائز التي تهدف إلى الارتياح؛ لكن لم يتم تعلم أي درس من التجربة القديمة لهذه الأنشطة التي أدت فقط إلى عدم الارتياح.
بعد خمس سنوات، في كتابه «التثبيط الأعراض والقلق»، قام بمراجعة تعريفه السابق بهدوء- «ليست هناك حاجة لتثبيط هذه التحولات، طالما أنها تثري آرائنا السابقة ولا تبطلها»- في صيغته الجديدة حول «قوة الإكراه على التكرار- الانجذاب الذي تمارسه النماذج الأولية غير الواعية على العملية الغريزية المكبوتة».

## ما تطوَر من تحليلات في وقتٍ لاحق
في وقت لاحق، شكل نفسي انتقل مفهوم التكرار القهري إلى التيار التحليلي السائد. أوتو فينيتشيل في كتابه «الجيل الثاني» الخلاصة أكدت نظرية التحليل النفسي لعلم الأعصاب نوعين رئيسيين من التكرار العصبي.
من ناحية، كان هناك "تكرار للأحداث الصادمة لغرض تحقيق إتقان متأخر، تمت رؤيته أولاً وبشكل أكثر وضوحًا في ألعاب الأطفال، على الرغم من أن "نفس النمط يحدث في الأحلام المتكررة وأعراض الصدمة في علم الأعصاب وفي العديد من الأفعال الصغيرة المماثلة للأشخاص الطبيعيين الذين يكررون ذات التجارب المزعجة عدة مرات قبل إتقان هذه التجارب. يمكن أن تظهر مثل هذه التكرارات المؤلمة في أشكال نشطة أو سلبية. في صورة سلبية، يختار المرء تجاربه الأكثر دراية باستمرار كوسيلة للتعامل مع مشاكل الماضي بدلاً من مواجهتها، معتقدين أن التجارب الجديدة ستكون أكثر إيلامًا من وضعهم الحالي أو جديدة جدًا وغير مجربة على التخيل. في الشكل النشط والتشاركي، يشارك الشخص بنشاط في السلوك الذي يحاكي ضغوطًا سابقة، إما عن قصد أو بغير وعي، بحيث تصبح الأحداث المرعبة في مرحلة الطفولة، في أحداث معينة، مصدر جذب في مرحلة البلوغ. على سبيل المثال، يمكن للشخص الذي تعرض للضرب في طفولته دمج هذا في ممارساته الجنسية في مرحلة بلوغه؛ أو ضحية الاعتداء الجنسي قد يحاول إغواء شخص آخر ذي سلطة في حياته (مثل رئيسه أو معالجه): محاولة لإتقان مشاعرهم وتجربتهم، بمعنى أنهم يرغبون في المرور بتجربة نفس الوضع بدون وعي بحيث لا يكون هناك نتائج سلبية كما كان في الماضي عندما عاشوا الوضع لأوَل مرة.
من ناحية أخرى، كان هناك "تكرار بسبب ميل المكبوتين إلى إيجاد منفذ". هنا دفع الدافع أو الحافز المكبوت لإيجاد الرضا بتجديد الدفاع الأصلي: "يتم تعبئة القلق الذي أثار القمع لأول مرة، مرةً أخرى ويخلق، مع تكرار الدافع، تكرارًا للمضادة للغرائز ". اعتبر فينيتشيل أن "التكرارات العصبية من هذا النوع لا تحتوي على أي عنصر ميتا فيزيائي"، و "حتى تكرار الفشل الأكثر إيلامًا لمجمع أوديب في الانتقال خلال علاج نفساني ليس" أبعد من مبدأ المتعة".
في وقتً لاحق سيتخذ الكتَاب وجهات نظر مماثلة جداً. رأى إريك بيرن دوراً أساسياً في عمله «التكرار القهري الذي يدفع الرجال إلى الموت، وقوة الموت، وفقاً لما قاله فرويد، الذي يضعه في المجال البيولوجي الغامض، حيث بعد كل هذا لا يكون إلَا صوت الإغواء». – إغواء الهوية المكبوتة وغير الواعية.
رأى إريك إريكسون عصاب القدر - الطريقة التي يرتكب بها بعض الأشخاص نفس الأخطاء مرارًا وتكرارًا - على نفس المنوال: «يرتب الفرد دون وعي لاختلافات موضوع أصلي لم يتعلمه للتغلب عليه أو التعايش معه». سيأخذ علم نفس الأنا لاحقًا أمرًا مفروغًا منه «إلى أي مدى تحدد حياتنا بشكل صارم - إلى أي مدى يمكن التنبؤ به وتكراره... الخطأ نفسه مرارًا وتكرارًا».
نظرية العلاقة بين الأشياء، والتأكيد على الطريقة التي يتم بها "الانتقال هي علاقة حية، في التحليل الحالي، والآن، كرر الطريقة التي استخدم بها المريض أغراضه منذ وقت مبكر من الحياة" نظرًا إلى أن "هذا المفهوم الأحدث يكشف الغرض من التكرار القهري': وبالتالي، يمكن العثور على أمل غير واعي في التكرار القهري، عندما تستمر النزاعات التي لم يتم حلها في توليد محاولات لحلول لا تعمل حقًا، [حتى] يتم إيجاد حلَ حقيقي للنزاع.

## صيغ لاحقة
بحلول نهاية القرن العشرين، أصبحت النظرة التحليلية النفسية للتكرار القهري في حوار متزايد مع مجموعة متنوعة من الخطابات الأخرى، بدءاً من نظرية الارتباط إلى العلاج النفسي الديناميكي القصير إلى العلاج السلوكي المعرفي.
نظرية مرفقة رأت تجارب تنموية مبكرة تؤدي إلى «مخططات أو تمثيلات عقلية للعلاقة والتي أصبحت بيانات تجريبية ومعرفية منظمَة ومشفَرة، والتي تؤدي إلى تأكيد الذات».
لقد تم النظر إلى موضوع العلاقة الأساسية للصراع على أنَه- "رغبة كبيرة لدى الفرد فيما يتعلق بالآخرين" - في العلاج النفسي الديناميكي الموجز باعتباره مرتبطًا بالطريقة في "التكرار القهري، وسوف يتصرف العميل بطرق تؤدي إلى استجابات معينة من الآخرين يتوافقون مع الخبرات السابقة في العلاقات الشخصية.
في «المخططات النفسية» الموصوفة في علم النفس الاجتماعي أو علم النفس المعرفي السلوكي، «إطار رمزي دائم ينظم أبراج الفكر والشعور والذاكرة والتوقع بشأن الذات والآخرين».  Knapp 1991: 94)) يمكن رؤية المزيد من التشابه لدور التثبيتات غير الواعية المبكرة في تأجيج التكرار القهري.